# Éclusier-Vaux
Éclusier-Vaux là một xã ở tỉnh Somme trong vùng Hauts-de-France của Pháp.

## Địa lý
Éclusier-Vaux tọa lạc hai bên bờ sông Somme và có cự ly 41 km (25 mi) về phía đông của Amiens.

## Dân số
| 1962                                                         | 1968 | 1975 | 1982 | 1990 | 1999 |
| ------------------------------------------------------------ | ---- | ---- | ---- | ---- | ---- |
| 69                                                           | 72   | 59   | 62   | 56   | 69   |
| Số liệu điều tra dân số từ năm 1962, dân số không tính trùng |      |      |      |      |      |